# Celaya
Celaya város Mexikóban. Az ország délkeleti részén található Guanajuato államban fekszik, az állam harmadik legnépesebb városa. Santiago de Queretérótól 50 km-re nyugatra, a fővárostól 260 km-re található. Lakossága 2010-ben meghaladta a 340 000 főt.

## Népesség
A település népessége a közelmúltban folyamatosan és gyorsan növekedett:
| Év   | Lakosság |
| ---- | -------- |
| 1990 | 214 856  |
| 1995 | 251 724  |
| 2000 | 277 750  |
| 2005 | 310 413  |
| 2010 | 340 387  |

## Története
Neve a baszk zelaia szóból származik, amelynek jelentése „lapos föld”.
A mexikói forradalom során Álvaro Obregón tábornok itt mért döntő vereséget Pancho Villa csapataira az 1915. április 13. és április 15. között lezajlott csatában.
1999. szeptember 26-án robbanás történt egy nem megfelelően védett puskapor- és a tűzijátékraktárban, aminek következtében 72 ember meghalt és a súlyos sérültek száma meghaladta a 300 főt.

## Sport
A város labdarúgócsapata, a Club Celaya jelenleg a másodosztályú bajnokságban szerepel.

## Kultúra
Celaya híres a cajetáról is, mely egyfajta tejkaramell, amit cukorka formában és krém formájában is gyártanak.